# Katastrofa lotu Lauda Air 004
Katastrofa lotu Lauda Air 004 wydarzyła się 26 maja 1991 roku o godzinie 23:17 w prowincji Suphanburi w Tajlandii. Boeing 767 austriackich linii Lauda Air rozbił się podczas planowego lotu z Bangkoku do Wiednia. W wypadku zginęło wszystkich 213 pasażerów i 10 członków załogi.
Dochodzenie wykazało, że do katastrofy doszło poprzez samoistne uruchomienie się odwracacza ciągu silnika nr 1 podczas lotu. Przyczyną było zwarcie.
Katastrofa pozostaje najtragiczniejszą w historii Tajlandii i największą pod względem liczby ofiar katastrofą Boeinga 767.

## Samolot
Maszyna, która uległa katastrofie, to Boeing 767-3Z9ER o numerze seryjnym 24628. Był to 283 wyprodukowany samolot tego typu. Dostarczony do Lauda Air 16 października 1989 roku, otrzymał numer rejestracyjny OE-LAV. Samolot napędzany był dwoma silnikami Pratt & Whitney 4060 (prawy s/n: P724130, lewy s/n: P724134). W momencie katastrofy samolot miał rok i 8 miesięcy, w tym czasie w powietrzu spędził 7444 godziny (1135 cykli start-lądowanie).

## Załoga i pasażerowie
Załogę lotu 004 Lauda Air dnia 26 maja 1991 roku stanowiło 10 osób:
- Thomas John Welch (48 lat) – kapitan, posiadał licencję na samoloty typu Boeing 727, Boeing 757 i Boeing 767. Do momentu katastrofy spędził w powietrzu około 11 750 godzin.
- Josef Thumer (41 lat) – pierwszy oficer, miał na swoim koncie około 6500 godzin lotu[2].

Ponadto na pokładzie znajdowało się 8 członków załogi, obsługujących kabinę pasażerską, a także 213 pasażerów.
| Narodowość        | Pasażerowie | Załoga | Razem |
| ----------------- | ----------- | ------ | ----- |
| Austria           | 74          | 9      | 83    |
| Chiny             | 58          | –      | 58    |
| Tajlandia         | 39          | –      | 39    |
| Włochy            | 10          | –      | 10    |
| Szwajcaria        | 7           | –      | 7     |
| Niemcy            | 4           | –      | 4     |
| Jugosławia        | 3           | –      | 3     |
| Portugalia        | 3           | –      | 3     |
| Tajwan            | 3           | –      | 3     |
| Stany Zjednoczone | 2           | 1      | 3     |
| Filipiny          | 2           | –      | 2     |
| Węgry             | 2           | –      | 2     |
| Wielka Brytania   | 2           | –      | 2     |
| Australia         | 1           | –      | 1     |
| Brazylia          | 1           | –      | 1     |
| Polska            | 1           | –      | 1     |
| Turcja            | 1           | –      | 1     |
| Razem             | 213         | 10     | 223   |

## Przebieg lotu
Lot 004 linii Lauda Air był planowym lotem z Hongkongu do Wiednia, z międzylądowaniem w Bangkoku. O godzinie 23:02 czasu lokalnego, samolot wystartował z lotniska Don Muang i miał do pokonania mierzący około 8500 km drugi odcinek trasy do stolicy Austrii, Wiednia.
O 23:08 załoga dostrzegła ostrzeżenie o błędzie w systemie, który może doprowadzić do uruchomienia odwracacza ciągu silnika w trakcie trwania lotu. Taka sytuacja zwykle się nie zdarza, jako że silniki wyposażone są w szereg zabezpieczeń, które uniemożliwiają włączenie mechanizmu, kiedy samolot nie znajduje się na pasie startowym. Piloci po skonsultowaniu sytuacji pomiędzy sobą i sprawdzeniu roli alarmu w podręczniku (Quick Reference Handbook) nie podjęli żadnych działań, również procedury ich nie przewidywały.
O 23:17 odwracacz ciągu silnika nr 1 uruchomił się samoistnie, co zaskoczyło pilotów. W tym czasie samolot znajdował się nad górzystym terenem pokrytym dżunglą, pomiędzy prowincjami Uthai Thani a Suphanburi. Ostatnie zarejestrowane słowa Thumera brzmiały: Oh, reverser’s deployed! („Och, odwracacz ciągu włączony!”). 26 sekund później rejestrator głosów w kabinie zakończył nagrywanie.
Samolot w wyniku gwałtownego zmniejszenia prędkości utracił siłę nośną na lewym skrzydle, co doprowadziło do przechyłu maszyny na lewe skrzydło i przejście na plecach do lotu nurkowego z rotacją. Lot 004 rozpadł się w powietrzu z powodu ogromnej prędkości. Jego szczątki spadły do dżungli, 180 km od Bangkoku.

## Śledztwo
Śledztwo w sprawie katastrofy lotu 004 linii Lauda Air prowadziła Komisja Badania Wypadków Lotniczych (Aircraft Accident Investigation Committee) przy Ministerstwie Transportu i Komunikacji Tajlandii i Krajowa Rada Bezpieczeństwa Transportu (NTSB) oraz FAA (Federal Aviation Administration).
Części maszyny znajdowały się na powierzchni 1 km², co świadczyło o tym, że rozpad nastąpił na małej wysokości. Lżejsze kawałki samolotu odnaleziono do 2 km od miejsca uderzenia w ziemię. Na miejscu odnaleziono czarne skrzynki, które przesłano do siedziby NTSB w Waszyngtonie. Analiza wykazała, że odtworzenie danych z rejestratora parametrów lotu (FDR Flight Data Recorder) jest niemożliwe, pożar i wysoka temperatura wpłynęły negatywnie na jakość zapisów. Rejestrator rozmów w kokpicie (CVR Cockpit Voice Recorder) został przeanalizowany, a zapisy dostarczyły informacji o prawdopodobnych przyczynach katastrofy.
Odwracacz ciągu lewego silnika był wysunięty, co od razu skupiło uwagę śledczych. Rozważano różne możliwości: działanie załogi (celowe bądź nie), awarię instalacji hydraulicznej, awarię instalacji elektrycznej lub wadliwą naprawę. Na żadną z tych hipotez nie znaleziono dowodów.
Badania skutków włączenia się odwracacza ciągu przeprowadzono na symulatorze samolotu Boeing 767. Przy parametrach lotu 004 opanowanie maszyny okazało się niemożliwe. Przeprowadzono też test z samolotem Douglas DC-8. Symulowana awaria odwracacza jednego silnika (25% ciągu – samolot czterosilnikowy) wykazała niemożność utrzymania kontroli (sterowności i lotu horyzontalnego) samolotu.

## Przyczyny
Za przyczynę katastrofy uznano samoistne włączenie się odwracacza ciągu podczas lotu.

## Następstwa
W wyniku katastrofy FAA nakazała producentowi samolotu zamontowanie dodatkowych zabezpieczeń we wszystkich maszynach wyposażonych w silniki Pratt & Whitney serii PW4000.